# Балтійські шведи
Естонські шведи, або прибережні шведи (швед. estlandssvenskar, розмовне aibofolke, "острівні люди", ест. rannarootslased, "прибережні шведи") ― шведськомовна меншість, що традиційно проживає на прибережних регіонах та островах теперішньої західної та північної Естонії. Початок довготривалого заселення естонськими шведами цих територій (відомих як Aiboland) датується XIII та XIV століттями, коли їхні шведськомовні предки прибули до Естонії з території теперішньої Швеції і, можливо, Фінляндії. Більшість шведськомовного населення Естонії втекла до Швеції протягом Другої світової війни, і лише невелика їх частка й досі постійно проживає в Естонії.

## Історія

### Рання історія
У Естонії шведськомовне населення проживає впродовж більш ніж 700 років. Першу письмову згадку про шведськомовне населення Естонії, котра датується 1294 роком, було знайдено у законах міста Хаапсалу. Наступні ранні згадки про шведів у Естонії сягають 1341 та 1345 років (коли естонський монастир у Падізе продав "маєток Laoküla" та острів Суур-Пакрі групі шведів).
Протягом XIII-XV століть велика кількість шведів прибуває до прибережної Естонії з Фінляндії, що перебувала під контролем Швеції (і лишатиметься під ним ще сотні років), часто селячись на землях, що належали церквам. Перший документальний запис про острів Рухну (швед. Runö) та про його шведське населення, трапляється у листі 1341 року, що був написаний єпископом Курземе і підтверджував право острів'ян проживати тут та управляти своєю власністю згідно з законами Швеції.

### Шведська Естонія

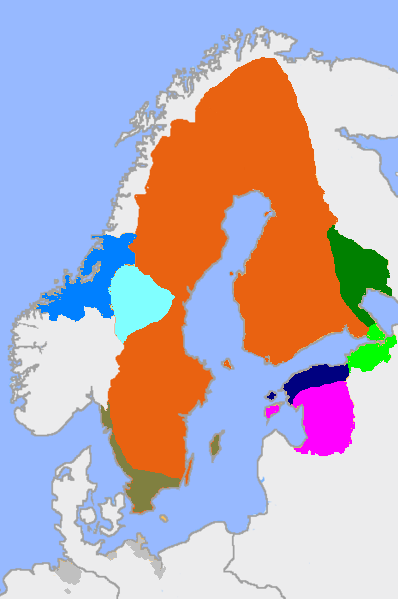
Шведська імперія у 1658, включаючи домініон Шведська Естонія та домініон Шведська Лівонія (нині південна Естонія).

У 1561 році Швеція створила домініон Шведська Естонія, котрий вона контролюватиме до 1710 року (формально до 1721, коли територію було передано Росії згідно з Ништадтським миром). Під час цього періоду естонські шведи процвітали. Шведська, так само як Німецька та Естонська, була однією з офіційних мов.

### Російське правління
Після того як Тевтонський орден втратив більшість своєї сили в XVI столітті і домініон Шведська Естонія перейшов до Росії після Великої північної війни (1700-1721), умови для шведів у Естонії погіршилися: землі, населені ними, часто відбиралися від церкви та віддавалися місцевому дворянству, податки зростали. Ця ситуація не змінювалась протягом російського правління, і естонські шведи продовжували страждати, наприклад, аграрні реформи, що звільнили землі естонських кріпаків у 1816, не стосувались естонських шведів (більшість з яких не була кріпаками).

#### Вимушена еміграція

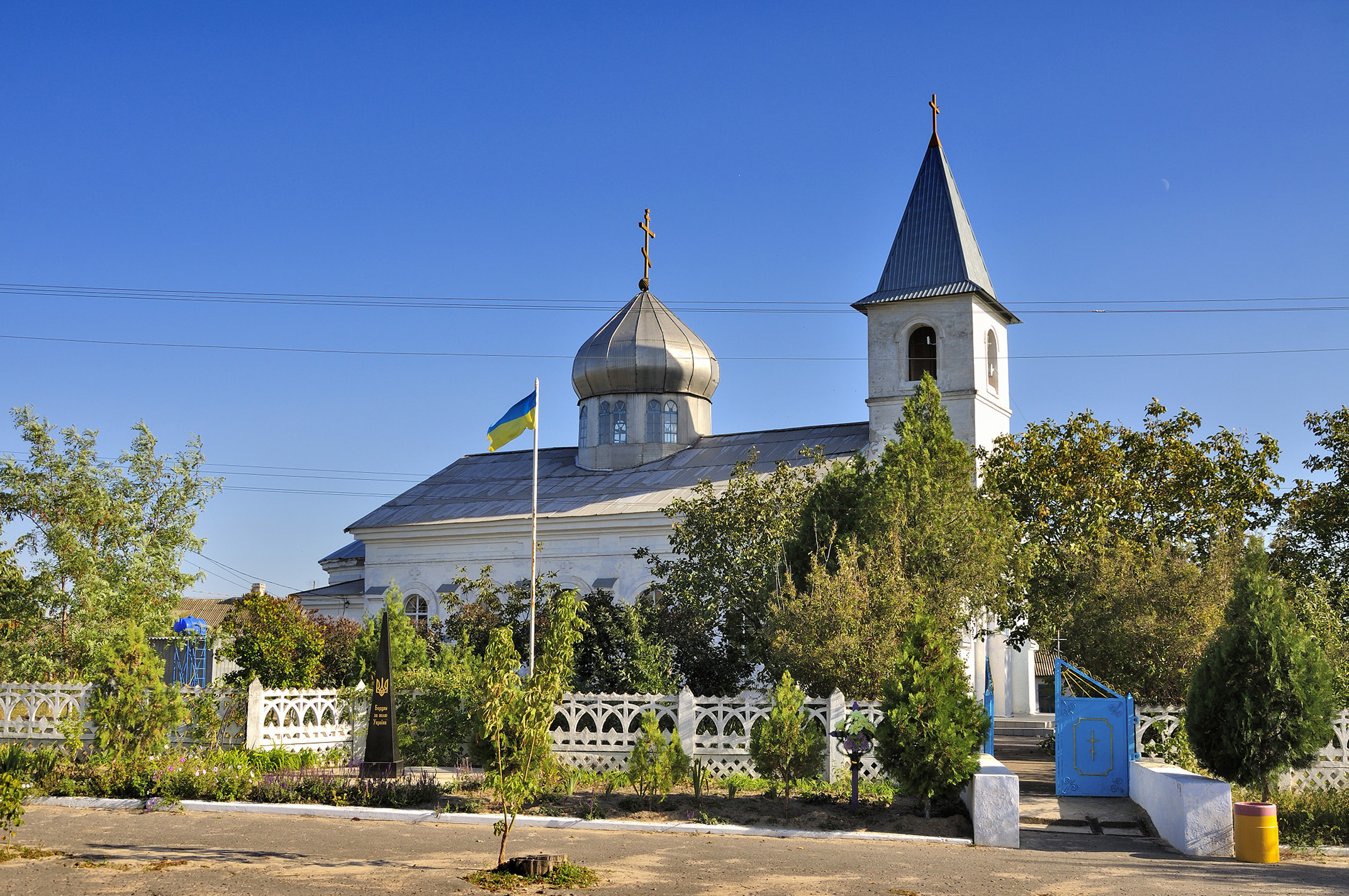
Шведська церква у Gammalsvenskby

Інколи протягом періоду Російської Естонії групи естонських шведів примушували покинути Естонію та переселитися до інших частин Російської імперії. Найбільш відомий випадок, коли імператриця Катерина ІІ змусила 1000 шведів з Гіюмаа (швед. Dagö), переїхати до України у 1781, де вони заснували поселення Старошведське (швед. Gammalsvenskby).

### Умови покращуються
Становище естонських шведів покращується протягом 1850-х та 1860-х, завдяки наступним аграрним реформам, але дискримінація продовжувалась протягом усього періоду царизму в Росії. Після Першої світової війни та Російської революції у 1918 році було створено незалежну Естонську республіку. Конституція незалежної Естонії надавала право етнічним меншинам обирати мову навчання, право створювати установи згідно зі своїми національними та соціальними правами, право користуватись рідної мовою в офіційних установах, де вони складають більшість населення, та право на вибір національності. Шведи, балтійські німці, росіяни, та євреї мали представників у місцевих урядах. Була сформована шведська політична організація Svenska Folkförbundet (Ліга шведів у провінціях Балтійського моря). У 1925 провели новий закон, що надавав ширшу культурну автономію, хоч росіяни та шведи в Естонії не отримали вигоди з цих нових свобод, головним чином з економічних причин.

### Друга світова війна
У 1939 Радянський союз змусив Естонію підписати договір про військові бази. Багато з островів, де проживали естонські шведи, було конфісковано, на них будувались бази, а місцевих жителів примушували покинути їхні домівки. Роком пізніше Естонію було окуповано і приєднано до Радянського союзу, і їхній голос в уряді було втрачено. Естонських шведів було призвано до Червоної армії, а протягом німецької окупації ― до Німецьких збройних сил. Решта естонських шведів переважно втекла до Швеції перед другим вторгненням Радянської армії до Естонії у 1944.

### Сьогодні

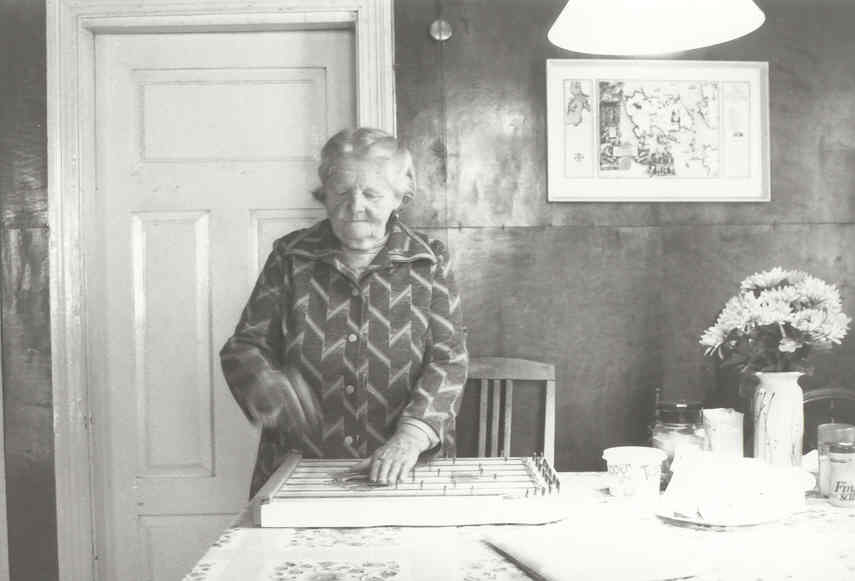
Марія Мурман (1911-2004), естонська шведка, що лишилась у Естонії після Другої світової війни, у Вормсі (Ormsö), 1994.

Сьогодні невеликі групи естонських шведів, що лишилися, перегруповуються та відновлюють зв'язки із культурною спадщиною предків, вивчаючи шведську мову та культуру. Вони керуються консулом естонських шведів за підтримки естонського уряду. У 2000 році шведи були 21-ю за розміром етнічною групою в Естонії, нараховуючи лише 300 чоловік. Тим не менш, багато естонських шведів та їх нащадків проживає у Швеції.

## Регіони розселення та демографічні показники

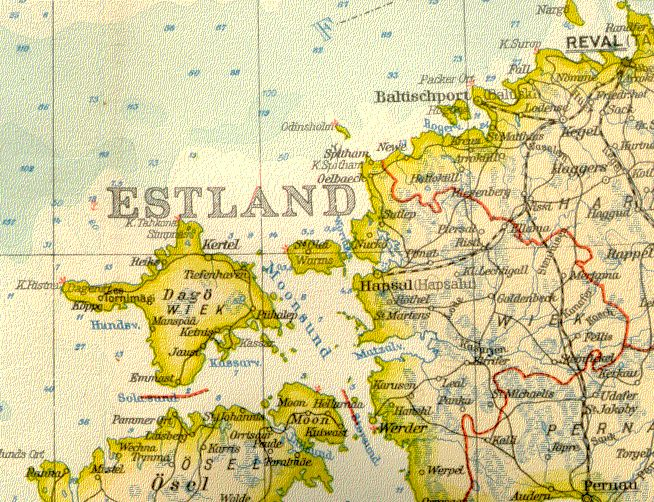
Стара шведська мапа Моонзундського архіпелагу, де було зосереджене населення естонських шведів - з використанням німецьких топонімів.

Кількість населення часів раннього шведського заселення невідома. Під кінець тевтонського періоду тут було приблизно 1 000 сімей естонських шведів та близько 1 500 шведів у столиці Таллінні (швед. Reval), утворюючи загальну кількість приблизно 5-7 тисяч, становлячи 2-3% населення території теперішньої Естонії.
Перепис населення 1922 року визначає населення Естонії числом 1 107 059, з яких естонські шведи становили лише 0.7%, близько 7 850 осіб, котрі становили більшість у деяких місцях, таких як Рухну (швед. Runö), Вормсі (швед. Ormsö), Рігулді (швед. Rickull). Це число плавно впало до 7 641 у 1934. На час Другої світової війни населення становило близько 10 000, і близько 9 000 з них втекли до Швеції. До міст з великим довоєнним населенням естонських шведів відносяться Хаапсалу (швед. Hapsal) та Таллінн (швед. Reval).
Після Другої світової війни показники лишались доволі стабільними: було 435 естонських шведів у 1970 році, 254 у 1979 та 297 у 1989, коли вони посідали 26-те місце у списку меншин Естонії (перед Другою світовою війною вони були третіми після росіян та німців). Перепис 2000 року дає число 300, що розміщує шведів на 20-му місці у списку меншин Естонії.

### В Україні

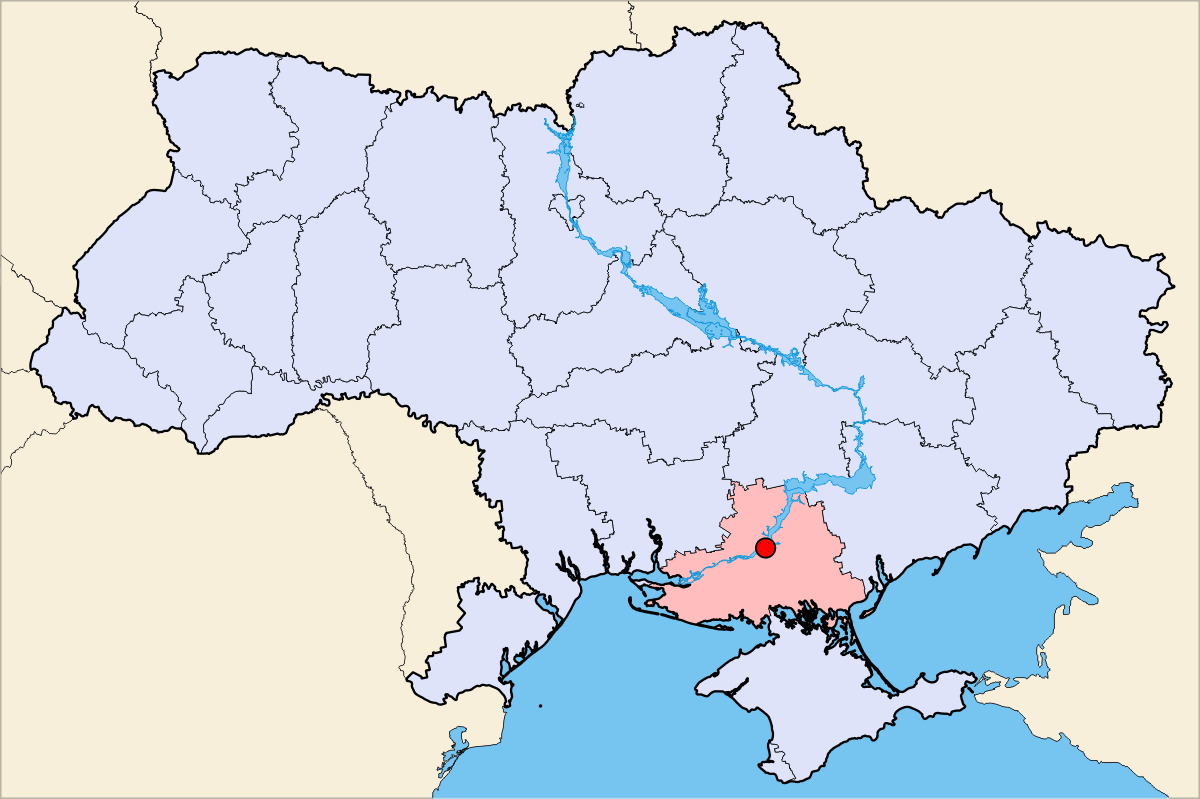
Знаходження Старошведського в Україні

В Україні села Старошведське та Зміївка, засноване естонськими шведами-емігрантами у 1782 р.. Вони мали не значне шведське населення до 1-го серпня 1929 року, коли 885 селян втекли звідти до Швеції. Сьогодні у селах Сарошведське та Зміївка проживає кілька сотень нащадків тих естонських шведів.

## Мова

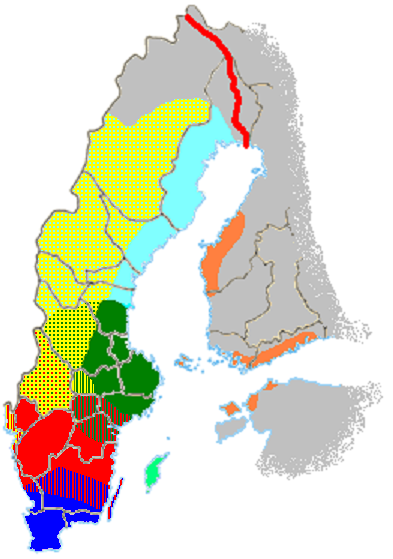
Традиційний шведський мовний простір з позначеними естонськими діалектами.

Єдиного естонсько-шведського діалекту не було, їх було кілька. Естонсько-шведські діалекти є частинами східної множини стандартної шведської мови. Рухну має власний діалект, діалект Вормсі-Ноароотсі-Рігулді вживався на цих островах, був також такий різновид як Пакрі-Віхтерпалу. Діалект Гіюмаа й досі використовується деким у Старошведському (котре на ньому називається Gammölsvänskbi).